# Il cacciatore delle tenebre
Il cacciatore delle tenebre (Vampires: Los Muertos) è un film horror-action del 2002, diretto da Tommy Lee Wallace e prodotto da John Carpenter, sequel del famoso Vampires di Carpenter: ne riprende i temi e le ambientazioni, ma i personaggi sono completamente nuovi.
Al posto di James Woods (il cacciatore di vampiri Jack Crow) abbiamo Jon Bon Jovi nel ruolo di un nuovo cacciatore di vampiri dalla battuta facile di nome Derek Bliss. La trama del film è molto simile a quella del prequel, tanto che molto spesso si è parlato di un remake parallelo al primo capitolo. La differenza principale consiste nel fatto che mentre nel primo film il nemico principale era un principe dei vampiri, qui è una principessa.

## Trama
In Messico Derek Bliss (Jon Bon Jovi) lavora come cacciatore di vampiri a contratto, accettando contratti per l'eliminazione su commissione delle famose creature della notte. Qui, al termine di un lavoro, viene contattato da un misterioso anonimo che gli commissiona un particolare incarico che per essere portato a termine prevede l'assunzione di altri cacciatori di vampiri. Dopo aver iniziato la ricerca, Derek scopre però che molti dei suoi colleghi sono stati sterminati da una misteriosa vampira, la quale, si scoprirà in seguito, sta tentando di attuare un antico rituale per permettere ai vampiri di essere immuni alla luce diurna. Per questo motivo dovrà essere fermata ad ogni costo, tanto che Bliss sarà costretto ad allearsi con alcuni improponibili personaggi per tentare di porre freno al suo piano.

## Il film
"La differenza - sia dal punto di vista della regia che da quello della trama - tra Carpenter e Wallace si fa sentire" afferma Timothy Gross. Nonostante riprenda tutti i temi cari al primo film, "viene eliminata la componente critica che Carpenter attentava nei confronti della Chiesa nel primo episodio": era infatti il Vaticano stesso che supportava i vampiri. Sempre secondo Timothy Gross, il film è davvero buono per i suoi 3/4 se "stiamo andando a vedere un film in cui un tizio vive uccidendo i vampiri per guadagno, niente di più".

## Riconoscimenti
- Nominato al Saturn Award per la miglior edizione in DVD